# Division II i fotboll 1947/1948
Division II i fotboll 1947/1948 bestod av två serier med 10 lag i varje serie. Det var då Sveriges näst högsta division. Varje serievinnare flyttades direkt upp till Allsvenskan och de två sämsta degraderades till Division III. Det gavs 2 poäng för vinst, 1 poäng för oavgjort och 0 poäng för förlust.

## Serier

### Nordöstra
| Nr | Lag             | S  | V  | O | F  | GM | IM | MS  | P  |
| -- | --------------- | -- | -- | - | -- | -- | -- | --- | -- |
| 1  | Örebro SK (N)   | 18 | 12 | 2 | 4  | 44 | 23 | +21 | 26 |
| 2  | Karlstads BIK   | 18 | 12 | 1 | 5  | 43 | 22 | +21 | 25 |
| 3  | Ludvika FFI     | 18 | 10 | 3 | 5  | 42 | 26 | +16 | 23 |
| 4  | Sandvikens AIK  | 18 | 9  | 4 | 5  | 37 | 31 | +6  | 22 |
| 5  | Reymersholms IK | 18 | 7  | 5 | 6  | 31 | 28 | +3  | 19 |
| 6  | Surahammars IF  | 18 | 7  | 3 | 8  | 28 | 25 | +3  | 17 |
| 7  | Karlskoga IF    | 18 | 7  | 2 | 9  | 30 | 32 | −2  | 16 |
| 8  | IK Sleipner     | 18 | 7  | 2 | 9  | 30 | 39 | −9  | 16 |
| 9  | Västerås IK     | 18 | 5  | 4 | 9  | 21 | 35 | −14 | 14 |
| 10 | IFK Västerås    | 18 | 0  | 2 | 16 | 12 | 57 | −45 | 2  |

Örebro SK gick upp till Allsvenskan och Västerås IK och IFK Västerås flyttades ner till division III. De ersattes av Djurgårdens IF från Allsvenskan och från division III kom Sandvikens IF och Sundbybergs IK.

### Sydvästra
| Nr | Lag                 | S  | V  | O | F  | GM | IM | MS  | P  |
| -- | ------------------- | -- | -- | - | -- | -- | -- | --- | -- |
| 1  | Landskrona BoIS     | 18 | 12 | 3 | 3  | 49 | 24 | +25 | 27 |
| 2  | Örgryte IS          | 18 | 11 | 2 | 5  | 51 | 37 | +14 | 24 |
| 3  | Tidaholms GIF       | 18 | 11 | 0 | 7  | 42 | 27 | +15 | 22 |
| 4  | Åtvidabergs FF      | 18 | 9  | 3 | 6  | 47 | 24 | +23 | 21 |
| 5  | Kalmar FF           | 18 | 10 | 1 | 7  | 38 | 20 | +18 | 21 |
| 6  | IFK Malmö           | 18 | 7  | 5 | 6  | 36 | 27 | +9  | 19 |
| 7  | Höganäs BK          | 18 | 6  | 5 | 7  | 45 | 46 | −1  | 17 |
| 8  | Billingsfors IK (N) | 18 | 5  | 5 | 8  | 27 | 52 | −25 | 15 |
| 9  | Husqvarna IF        | 18 | 4  | 5 | 9  | 35 | 49 | −14 | 13 |
| 10 | IFK Uddevalla       | 18 | 0  | 1 | 17 | 16 | 80 | −64 | 1  |

Landskrona BoIS gick upp till Allsvenskan och Husqvarna IF och IFK Uddevalla flyttades ner till division III. De ersattes av Halmstads BK från Allsvenskan och från division III kom Jonsereds IF och Råå IF.